# Orthonychidae
Los ortorrínquidos o colaespinas (Orthonychidae) son una familia de aves paseriformes con un solo género, Orthonyx, el cual comprende tres especies endémicas de Australia y Nueva Guinea. Las tres especies usan sus colas rígidas para sujetarse mientras se alimentan, que tienen plumas donde el raquis sobresale del vexilo.
Algunas autoridades consideran que los miembros de la familia Cinclosomatidae son parte de Orthonychidae. Melampitta lugubris puede también pertenecer a esta familia.
Orthonyx temminckii es del sureste de Australia, donde tiene una distribución muy localizada, y hábitos estrictamente terrestres. Las alas son barreadas de blanco y la garganta y el pecho en el macho son de un blanco puro, pero en la hembra son anaranjado rojizo. Las plumas remeras son muy cortas, redondeadas y muy curvadas hacia adentro, demostrando un ave de vuelo débil. Las timoneles son muy anchas, de eje rígido, hacia la punta desprovistas de barbas. La especie Orthonyx novaeguineae, restringida a Nueva Guinea, fue antes considerada una subespecie de la anterior. Orthonyx spaldingii de Queensland es de mucho mayor talla que O. temminckii, con plumaje negro azabache, la garganta blanca en el macho y rojo anaranjado en la hembra.
Las tres especies son aves semiterrestres de vuelo torpe, y construyen un nido cupular en o cerca del suelo. El alimento principal lo constituyen insectos y larvas, y se describe que los machos realizan danzas antiguas similares a las que realizan las aves liras.
El registro fósil no ayuda mucho a determinar las afiliaciones de las Orthonychidae. Tres especies prehistóricas son conocidas por la ciencia. La muy grande Orthonyx hypsilophus de la cueva Green Waterhole y una especie no descrita encontrada en la cueva Pyramids, probablemente del Pleistoceno tardío, y que es de un tamaño menor que O. temminckii.
Orthonyx kaldowinyeri se conoce de depósitos del Mioceno medio o tardío de Riversleigh; es la especie más antigua y pequeña conocida hasta ahora de la familia (Boles, 1993).
Familia Orthonychidae
- Orthonyx temminckii - colaespina de Temminck, del sureste de Australia.
- Orthonyx novaeguineae - colaespina papú, de Nueva Guinea.
- Orthonyx spaldingii, colaespina de Spalding, presente en el noreste de Queensland (Australia).
- Orthonyx hypsilophus fósil de la cueva Green Waterhole.
- Orthonyx kaldowinyeri fósil de Riversleigh, Mioceno medio o tardío.
- Orthonyx sp. fósil de la cueva Pyramids, probablemente del Pleistoceno tardío

Otros candidatos a pertenecer a esta familia.
- Miembros de la familia Cinclosomatidae
- Melampitta lugubris, melampita chica, (antes en Paradisaeidae).